# Moshoeshoe II de Lesoto
Moshoeshoe II, nacido como Constantine Bereng Seeiso (Morija, Lesoto, 2 de mayo de 1938-Maloti, Lesoto, 15 de enero de 1996), fue rey de Lesoto (1966-1970, 1970-1990, 1995-1996).

## Biografía
Sucedió a su padre, Simon Seeiso Griffith, como máxima autoridad del país en 1960 (su cargo era VI Jefe Supremo de Lesotho). En 1965, el Parlamento de Reino Unido y la reina Isabel II como jefa de estado le concedió autonomía al país y él se declaró rey. En 1966 consiguió la independencia para Lesoto. Enfrentado a su gobierno, el primer ministro Leabua Jonathan lo puso bajo arresto domiciliario en 1966 y de nuevo en 1970. 
En esta segunda ocasión, decidió exiliarse en los Países Bajos durante ocho meses mientras su esposa, la reina 'Mamohato, continuaba ejerciendo de regente. Tras ese periodo, fue repuesto en el trono a condición de abstenerse de participar en actividades políticas. 
En 1986, Jonathan fue destituido por un golpe militar promovido por el General Metsing Lekhanya, que suspendió los poderes ejecutivos de Moshoeshoe y le obligó al destierro en Inglaterra. Mientras se encontraba en el exilio, intentó promover elecciones democráticas y, como resultado de las mismas, fue depuesto en 1990 y reemplazado por su hijo mayor, convertido en el rey Letsie III.
En 1991, tras un nuevo golpe militar, esta vez dirigido por el General Elias Ramaema, se hicieron planes para el retorno de Moshoeshoe, ocurrido en 1992. Tras la celebración de elecciones libres en 1993, y con la ayuda de Letsie III y Nelson Mandela de Sudáfrica, Moshoeshoe fue repuesto como rey de Lesotho en 1995. 
El rey murió a la edad de 57 años en un accidente de tráfico, cuando su automóvil cayó de un camino de montaña durante las primeras horas del 15 de enero de 1996. De acuerdo a un comunicado del gobierno, Moshoeshoe había salido a ver a sus vacas en una hacienda a las afueras de Maseru. En las montañas Maloti el conductor que llevaba al rey salió de las vías de la montaña y cayó por un acantilado. Ambos fallecieron. Sus restos reposan en el cementerio real en Maseru. Durante el mes después de su muerte, 'Mamohato ocupó de nuevo la regencia hasta la nueva asunción de Letsie III.

## Distinciones honoríficas

### Distinciones honoríficas lesotenses
- Soberano Gran Maestre de la Dignísima Orden de Moshoeshoe (Orden de la Dignidad).[6]
- Soberano Gran Maestre de la Cortesísima Orden de Lesoto.[6]
- Soberano Gran Maestre de la Meritísima Orden de Mohlomi (Orden del Logro).[6]
- Soberano Gran Maestre de la Lealísima Orden de Ramatseatsane (Orden del Servicio Distinguido).[6]
- Soberano Gran Maestre de la Galantísima Orden de Makoanyane (Orden de la Valentía).[6]

### Distinciones honoríficas extranjeras
- Medalla Conmemorativa del 2.500 Aniversario del Imperio de Irán (Imperio de Irán, 14/10/1971).[7][8]
- Supremo Compañero de la Orden de los Compañeros de O. R. Tambo [a título póstumo] (República de Sudáfrica, 20/04/2006).[9]